# 沃特金斯福德 (伊利諾伊州)
沃特金斯福德（英語：Watkins Ford）是位於美國伊利諾伊州波普縣的一個非建制地區。該地的面積和人口皆未知。

## 地理
沃特金斯福德的座標為37°32′09″N 88°37′52″W / 37.53583°N 88.63111°W，而該地的平均海拔高度為158米（即518英尺）。